# Alkanna caliensis
Alkanna caliensis là loài thực vật có hoa trong họ Mồ hôi. Loài này được Heldr. ex Boiss. mô tả khoa học đầu tiên năm 1888.